# Розенбах (Фогтланд)
Розенбах (нім. Rosenbach) — громада в Німеччині, розташована в землі Саксонія. Входить до складу району Фогтланд.
Площа — 67,38 км2. Населення становить 4111 ос. (станом на 31 грудня 2020).